# Anne-Marie Hooyberghs

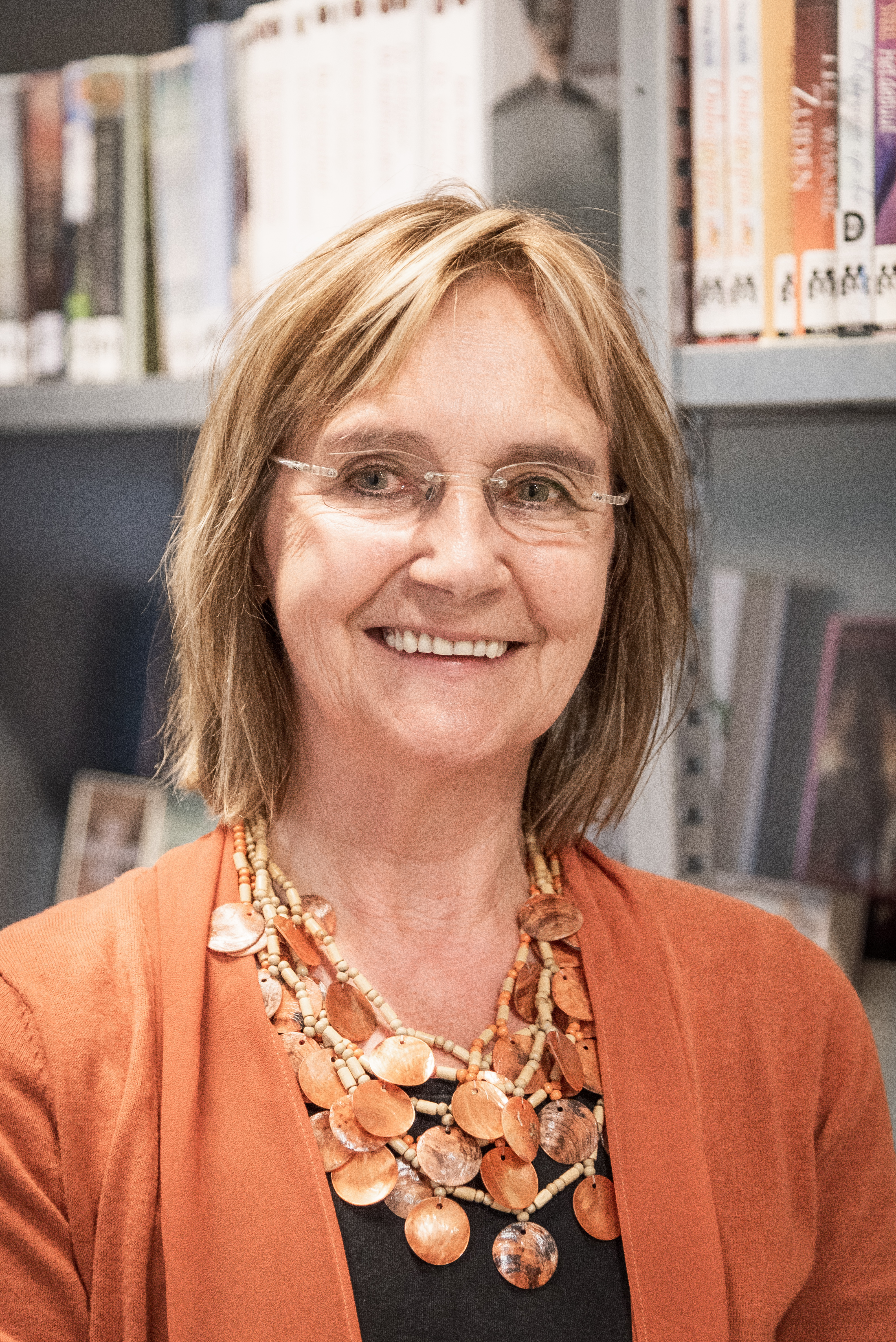
Anne-Marie Hooyberghs: auteur en kunstenares

Anne-Marie Hooyberghs (Tongerlo, 22 augustus 1954) is een Belgische romanschrijver en beeldend kunstenares.

## Biografie
Anne-Maria Hooyberghs werd geboren in Tongerlo (Westerlo). Ze groeide op als de op twee na oudste van zeven kinderen in een artistieke familie. Haar grootvader had kunstschilderen en houtsnijwerk als hobby, haar vader was amateurkunstschilder en zong in verschillende koren en haar moeder schreef in haar vrije tijd gedichten. Hierdoor kwam ze van jongs af aan in aanraking met tekenen, schilderen en schrijven, wat haar altijd sterk heeft geboeid.
Als jongvolwassene koos Hooyberghs niet voor een kunstopleiding aangezien dat destijds geen optie was. In 1972 schreef ze zich in aan de Hogeschool te Geel voor de studierichting Industrieel Laborante. Ze huwde in 1974 en kreeg twee dochters, geboren in 1977 en 1980. Na een loopbaan van elf jaar als laborante bij een cosmetisch bedrijf besloot Hooyberghs uiteindelijk haar passie voor kunst te volgen. In 1985 gaf ze haar werk op en volgde een opleiding aan de Academie voor Beeldende Kunsten te Herentals. Terwijl haar kinderen opgroeiden en er meer tijd vrijkwam, begon ook het schrijven haar te interesseren. Al snel ontdekte Hooyberghs dat schrijven voor haar even belangrijk werd als schilderen. In 1995 publiceerde ze haar debuutroman, 'Zigeunerrapsodie'. Sindsdien heeft ze verschillende romans en kinderboeken geschreven. (zie: boeken)
Van 2003 tot 2019 gaf Hooyberghs, op verzoek van de gemeente Herselt, cursussen schilderkunst aan volwassenen. Ze is aangesloten bij verschillende kunstkringen en schrijversverenigingen en stelt regelmatig zowel in groepsverband als individueel tentoon. Daarnaast geeft ze boekvoorstellingen, lezingen en voorlees momenten op scholen. Tot op heden is ze nog steeds actief als kunstenares en schrijfster. Persoonlijke website

## Boeken

### Romans
- Zigeunerrapsodie – 1995 – uitgeverij De Koofschep (be)
- Verdronken vlinder – 1998 – uitgeverij de Vries-Brouwers (be)
- Celien Cobbe – 2000 – uitgeverij Kramat (be)
- Indringend – 2002 – uitgeverij Kramat (be)
- De beproeving – 2004 – uitgeverij Kramat (be)
- Het ongewisse – 2006 – uitgeverij Kramat (be)
- Het erfgoed – 2007 – uitgeverij Kramat (be)
- Korenbloemblauw – 2009 – uitgeverij VBK media, Westfriesland (nl)
- Als dromen vervagen – 2010 – uitgeverij VBKmedia, Westfriesland (nl)
- Bloedverwanten – 2011 – uitgeverij VBK media, Westfriesland (nl)
- Klaprozenrood – 2012 – uitgeverij VBKmedia, Westfriesland (nl)
- Herinneringen – 2013 – uitgeverij VBKmedia, Westfriesland (nl)
- Niemandskind – 2014 – uitgeverij VBKmedia, Zomer&Keuning (nl)
- Waar liefde groeit - 2015 – uitgeverij VBKmedia, Zomer&Keuning (nl)
- Met hart en ziel – 2016 – uitgeverij VBKmedia, Zomer&Keuning (nl)
- Jubileum-omnibus 135 – (herdruk Zigeunerrapsodie) – 2016 – uitgeverij Z&K (nl)
- Zoete wraak – 2017 – uitgeverij VBKmedia, Zomer&Keuning (nl)
- Anna’s reis – 2018 – uitgeverij VBKmedia, Zomer&Keuning (nl)
- Als het hart spreekt – 2019 – uitgeverij VBKmedia, Zomer&Keuning (nl)
- Jubileum-omnibus 146 – (novelle: Geen weg terug) – 2019 – Zomer&Keuning (nl)
- Het kind en de zwerver – 2020 – uitgeverij VBKmedia, Zomer&Keuning (nl)
- Blind Date (kort verhaal) – 2020 – uitgeverij VBKmedia, Zomer&Keuning (nl)
- Bewijs het maar – 2020 – uitgeverij VBKmedia, Zomer&Keuning (nl)
- Op zoek naar mijn zusje – 2021 – uitgeverij VBKmedia, Zomer&Keuning (nl)
- Stil verdriet – 2021 – uitgeverij VBKmedia, Zomer&Keuning (nl)
- Indringend (herdruk, enkel e-book) – 2021 – VBKmedia; Zomer&Keuning (nl)
- In vol vertrouwen – 2022 – uitgeverij VBKmedia, Zomer&Keuning (nl)
- Alles wat leeft - 2022 - uitgeverij VBKmedia; Zomer&Keuning (nl)

### Kinderboeken
- Drako dragonder – 2009 – uitgeverij de Vries-Brouwers (be)
- Tovertrol – 2010 – uitgeverij de Vries-Brouwers (be)
- Sakkerloot – 2012 – uitgeverij de Vries-Brouwers (be)
- De droommachine – 2018 – uitgeverij Aquazz (nl)

## Prijzen en nominaties

### Schilderen
- 1988: geselecteerd Grote Prijs VVV, Westerlo
- 1991: laureaat Kunst in de Kempen, Geel
- 1992: publieksprijs Kunst tweedaagse, Herentals
- 1999: geselecteerd prijs Jan Cockx, Boechout
- 2005: laureaat Cultuurweekend Kasteel van Holsbeek
- 2006: laureaat Water in de Kunst, Kunst rond Water, Antwerpen
- 2006: laureaat Westelogen, Westerlo

### Schrijven
- 2007: laureaat ‘Voor een dag reporter’, Antwerpen, België
- 2007: laureaat ‘Gerard Vermeerch Wedstrijd (colum), Ieper, België
- 2010: laureaat ‘De Amstelveense kinderjury’ met kinderboek: Drako Dragonder, Nederland
- 2015: geselecteerd Valentijnprijs met roman: ‘Herinneringen’, Nederland
- 2016: geselecteerd Valentijnprijs met roman: ‘Waar liefde groeit’, Nederland
- 2017: geselecteerd Valentijnprijs met roman: ‘Met hart en ziel’, Nederland
- 2018: laureaat gedichten dag, Herselt België
- 2019: geselecteerd Valentijnprijs met romans: ‘Zoete wraak’ en ‘Anna’s reis’, Nederland
- 2020: geselecteerd ‘Schrijfwedstrijd Vrouwendag’. Den Hopsack, Antwerpen.